# Conservatoire botanique national du Massif central

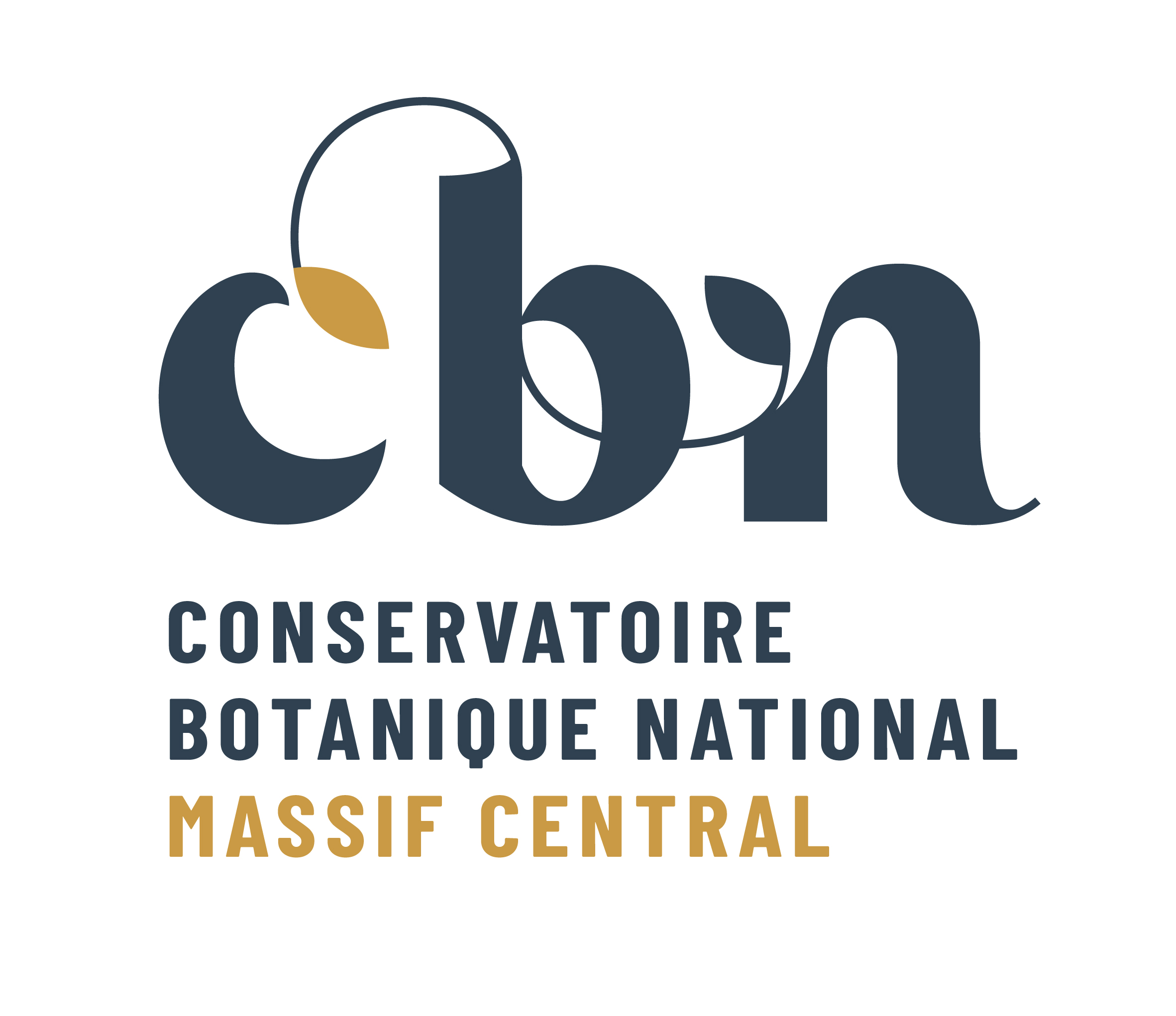
Logo du CBN

Créé à l’initiative du Conseil départemental de Haute-Loire et agréé par le Ministère de l’environnement et de l’aménagement du territoire depuis le 10 juin 1998, le Conservatoire botanique national du Massif central est un établissement public à caractère scientifique et technique ayant pour objectif principal la connaissance, la conservation et la valorisation de la diversité végétale et fongique du Massif central. Il est localisé à Chavaniac-Lafayette, dans la Haute-Loire.

## Missions
Pour atteindre cet objectif, en application des articles L.414-10 et suivants et R.416-1 et suivants du code de l’environnement, du décret n° 2021-762 du 14 juin 2021 et de l’arrêté du 18 février 2022 relatifs aux Conservatoires botaniques nationaux, le Conservatoire botanique national du Massif central mène, sur son territoire d’agrément, cinq missions d'intérêt général :
- Développement de la connaissance sur la flore, la fonge, les végétations et les habitats, aux échelles territoriales, nationale et biogéographiques
- Gestion, diffusion et valorisation de données sur la flore, la fonge, les végétations et les habitats
- Contribution à la gestion conservatoire de la flore, de la fonge, des ressources phytogénétiques sauvages, des végétations, des habitats et des espaces, et à la restauration écologique
- Appui à l'élaboration et à la mise en œuvre des politiques publiques et de la réglementation aux échelles territoriales, nationale et européenne
- Communication, sensibilisation et mobilisation des acteurs

## Territoire d'agrément
Le Conservatoire Botanique national du Massif Central intervient, d’un point de vue administratif, sur les 10 départements qui composent son territoire d’agrément soit 57 000 km² répartis sur 2 régions administratives : Auvergne-Rhône-Alpes (Allier, Ardèche, Cantal, Loire, Haute-Loire, Rhône, Puy-de-Dôme) et Nouvelle-Aquitaine (Corrèze, Creuse, Haute-Vienne). Son action s’étend aux 22 départements du Massif central  (84 000 km2) lorsqu’il s’agit d’établir des synthèses biogéographiques à l’échelle du massif montagneux, en étroit partenariat avec les Conservatoires botaniques nationaux limitrophes (CBN Alpin, Méditerranéen, Pyrénées et Midi-Pyrénées, et du Bassin-Parisien).
Ce vaste territoire d’altitude moyenne, vieux de plus de 500 millions d’années, est situé à un carrefour d’influences climatiques contrastées. Établi sur une grande diversité de sol, dont de nombreux substrats volcaniques, il recèle une flore riche de plus de 3 904 espèces de plantes vasculaires connues au 31/12/23 (hors hybrides et espèces accidentelles et strictement cultivées ; citées autrefois ou présentes actuellement) et des milieux naturels de forte valeur patrimoniale.

## Fonctionnement
Le Conservatoire est géré par le Syndicat mixte du Conservatoire botanique du Massif central, composé de cinq membres institutionnels : la Région Auvergne-Rhône-Alpes, le Conseil départemental de la Haute-Loire, le Syndicat mixte du Parc naturel régional Livradois-Forez,le Syndicat mixte d’aménagement touristique du Haut-Allier, et la Communauté de communes des Rives du Haut Allier.
Depuis le 19 juin 1998, le Syndicat mixte est administré par un Comité syndical qui approuve les orientations et les programmes d’action du Conservatoire botanique national du Massif central.
Pour le conseiller, par ailleurs, dans la définition de ses actions et des méthodes employées, le Conservatoire bénéficie de l’appui d’un Comité scientifique dont la composition est validée par le Ministère de l’écologie et du développement durable.
Enfin, ses missions sont mises en œuvre par une équipe technique et scientifique d’une quarantaine de personnes, répartie sur trois antennes régionales et organisée à travers une direction administrative, thématique et territoriale (Auvergne, Limousin, Rhône-alpes, Massif central). Elle est aidée dans le cadre d’inventaires floristiques régionaux par un réseau de plus de 750 botanistes correspondants.
Les localisations du siège et de l'antenne Auvergne du CBN Massif central à Chavaniac-Lafayette (Haute-Loire), de son antenne Limousin (Limoges) et de celle de Rhône-Alpes (Pélussin) lui permettent d’assurer une présence forte sur l’ensemble du territoire d’agrément, de collaborer de façon fructueuse avec les services déconcentrés de l’État et des collectivités territoriales et de travailler en partenariat étroit avec les différents organismes et structures impliqués dans la connaissance et la préservation du patrimoine naturel du Massif central.